# Saint-Avit (Drôme)
Saint-Avit è un comune francese di 335 abitanti situato nel dipartimento della Drôme della regione dell'Alvernia-Rodano-Alpi.

## Società

### Evoluzione demografica
Abitanti censiti